# جیمی مورفی
جیمز پاتریک "جیمی" مورفی (به انگلیسی: James Patrick "Jimmy" Murphy) (زاده:۸ اوت ۱۹۱۰-درگذشته:۱۴ نوامبر ۱۹۸۹) بازیکن و مربی فوتبال بود.